# ČSD E 479.1 sorozat
Az ČSD E 479.1, később ZSR 131, jelenlegi nevén a ZSCS 131 a Skoda Csehszlovákia számára gyártott 3000 V egyenáramú, Bo'Bo' + Bo'Bo' tengelyelrendezésű kétszekciós villamosmozdony-sorozata. Összesen 50 db ikermozdony készült. A sorozat jelenleg a ZSSK Cargo (ZSCS) tulajdonába tartozik és Iglóba (Spisská Nová Ves) van állomásítva. Ugyan a két mozdonyszekciónak eltérő pályaszáma van, de mindig kettesével összekapcsolva (ikermozdonyként) működnek.
A mozdonyok fő feladata az Ágcsernyő-Kassa-Zsolna-Bohumín vonalon a tehervonatok továbbítása.